# کریستینا پانچیشکو
کریستینا پانچیشکو (انگلیسی: Krystyna Panchishko؛ زادهٔ ۳ ژوئن ۱۹۹۸) ورزشکار ورزش شنا اهل اوکراین است.